# Parvaneh Pourshariati
Parvaneh Pourshariati est professeur associé d'histoire au New York City College de Technology (CUNY) et ancienne président de l'Association pour l'étude des sociétés persanes . Elle est spécialisée dans l'histoire  de l'Iran et du Moyen-Orient, de l'Antiquité, à la période moderne, en passant par le Moyen Âge.

## Biographie
Pourshariati a obtenu son doctorat à l'Université de Columbia. Ses recherches portent sur l'histoire sociale et culturelle et les interconnexions du Moyen-Orient, du Caucase, de l'Iran et de l'Asie centrale.   
Elle a été chercheur invité : 
- en 2012 : à l'Université hébraïque de Jérusalem,
- en 2013 : à l'Université de Princeton,
- de 2015 à 2016 : à l'Université de New York.

De 2000 à 2014, elle a travaillé au Département des langues et cultures du Proche-Orient à l'Ohio State University . 

## Publications
- Decline and Fall of the Sasanian Empire: The Sasanian-Parthian Confederacy and the Arab Conquest of Iran
- Iranian Tradition in Tus and the Arab Presence in Khurasan, Ph.D. thesis, Columbia University, 1995.
- Local Histories of Khurasan and the Pattern of Arab Settlement, Studia Iranica 27, (1998), pp. 41–81.
- Local Historiography in Early Medieval Iran and the Tarıkh-i Bayhaq, Journal of Iranian Studies 33, (2000), pp. 133–164.
- Khurasan and the Crisis of Legitimacy: A Comparative Historiographical Approach, in Neguin Yavari, Lawrence G. Potter, and Jean-Marc Ran Oppenheim (eds.), Views From the Edge: Essays in Honor of Richard W. Bulliet, pp.208–229, Columbia University Press, 2004
- Recently Discovered Seals of Wistaxm, Uncle of Khusrow II?, Studia Iranica 35, (2006), pp. 163–180.